# Leo Valiani
Leo Valiani (Rijeka, 9 de febrero de 1909 - Milán, 18 de septiembre de 1999), nacido con el nombre de Leo Weiczen, fue un periodista y político italiano.
Contrario al fascismo, fue condenado al exilio en diversos países europeos, volviendo a Italia en 1943, convirtiéndose en representante del Partido de Acción en el Comité de Liberación Nacional Alta Italia. Después de la Segunda Guerra Mundial, fue diputado en la Asamblea Constituyente, encarga de redactar la primera Constitución de Italia. Cuando se disuelve el Partido de Acción, se retira de la vida política, dedicándose al periodismo, aunque se adhiere más tarde al Partido Republicano Italiano.
Fue nombrado senador vitalicio en 1980 por el presidente Sandro Pertini.
- Datos: Q1703610
- Multimedia: Leo Valiani / Q1703610